# Shuto Yamamoto
Shuto Yamamoto (Prefectura d'Iwate, 1 de juny de 1985) és un futbolista japonès que actualment juga de defensa al Kashima Antlers de la Lliga japonesa de futbol. Va començar com a futbolista al Júbilo Iwata i el seu actual club és el Kashima Antlers. Va debutar amb la selecció del Japó el 12 de desembre de 2017 contra la selecció de la Xina.

## Estadístiques
| Selecció del Japó | Selecció del Japó | Selecció del Japó |
| Anys              | Partits           | Gols              |
| ----------------- | ----------------- | ----------------- |
| 2017              | 1                 | 0                 |
| Total             | 1                 | 0                 |